# Nguyễn Tấn Quyên
Nguyễn Tấn Quyên (sinh năm 1953) là chính khách Việt Nam. Ông nguyên là Ủy viên Ban Chấp hành Trung ương Đảng Cộng sản Việt Nam khóa IX, X, XI, nguyên Phó Chủ nhiệm Ủy ban Kiểm tra Trung ương Đảng. Ông từng là Bí thư Thành ủy và Chủ tịch Hội đồng nhân dân đầu tiên của Thành phố Cần Thơ.

## Quá trình công tác
Nguyễn Tấn Quyên sinh ngày 21 tháng 12 năm 1953 tại xã Nhị Long, quận Càng Long (nay là huyện Càng Long), tỉnh Trà Vinh.
Thời trẻ, ông tham gia hoạt động cho chính quyền Mặt trận Dân tộc Giải phóng miền Nam Việt Nam và được kết nạp vào Đảng Lao động Việt Nam ngày 30 tháng 12 năm 1969. Sau năm 1975, ông tiếp tục tham gia công tác Đảng tại tỉnh Hậu Giang.
Sau khi tỉnh Sóc Trăng được thành lập, ông được điều về công tác tại Tỉnh ủy, giữ chức Trưởng ban Tổ chức. Tháng 5 năm 1996, ông được bầu Phó bí thư Tỉnh ủy Sóc Trăng. Tháng 2 năm 2001, ông được bầu làm Bí thư Tỉnh ủy Sóc Trăng. Tháng 4 năm đó, ông được bầu vào Ban Chấp hành Trung ương Đảng Cộng sản Việt Nam khoá IX. Đến ngày 7 tháng 4 năm 2003, ông được rút về Trung ương để chuẩn bị phân công công tác khác.
Sau khi thành phố Cần Thơ được thành lập, ông được phân công làm Bí thư Thành ủy. Tại kỳ họp đầu tiên của Hội đồng nhân dân Thành phố, ông được bầu làm Chủ tịch Hội đồng nhân dân. Năm 2006, ông tái đắc cử vào Ban Chấp hành Trung ương Đảng Cộng sản Việt Nam khoá X.
Ông là Đại biểu Quốc hội khóa XI, XII.
Ngày 19 tháng 1 năm 2011, ông tái đắc cử Ủy viên Trung ương Đảng khóa XI và được bầu vào Ủy ban Kiểm tra Trung ương Đảng. Ngày 9 tháng 2 năm 2011, Bộ Chính trị quyết định cho ông thôi nhiệm Bí thư Thành ủy Cần Thơ để giữ chức Phó Chủ nhiệm Ủy ban Kiểm tra Trung ương Đảng.
Ngày 16 tháng 6 năm 2011, Hội đồng nhân dân Thành phố Cần Thơ đã họp miễn nhiệm chức vụ Chủ tịch Hội đồng nhân dân Thành phố Cần Thơ của ông và bầu ông Nguyễn Hữu Lợi thay thế vào chức vụ này.
Kể từ ngày 22 tháng 12 năm 2016, Nguyễn Tấn Quyên nghỉ hưu theo chế độ..